# Antágoras de Rodas
Antágoras de Rodas (en griego  Ἀνταγόρας ὁ Ῥόδιος, nacido en Rodas alrededor del año 270 a. C.)  fue un poeta griego. También destacó por su habilidad para cocinar.

## Biografía
Antágoras escribió una epopeya tebana mientras estaba en Pela,  y epigramas que se han conservado. También fue uno de los dos poetas internos en la corte de Antígono II Gonatas, gobernante de Macedonia.  Las fuentes informan de que tuvo algún contacto personal en su época con Filócides (posiblemente enviado a Farnabazo, hijo de Artabazo ) y también de que Hegesandro lo conoció. 
Famoso por sus réplicas, Antágoras fue descrito por sus contemporáneos como «un tipo terrible para acuñar palabras extrañas».

### La anécdota de los congrios
Mientras estaba en campaña en los Balcanes, el rey Antígono II Gónatas, que había viajado con Antágoras, encontró a Antágoras en el campamento cocinando congrios. Cuando le preguntó sobre la probabilidad de que Homero hubiera podido producir la Ilíada si hubiera dedicado su tiempo a cocinar, Antágoras respondió que pensaba que era poco probable que Agamenón hubiera protagonizado alguna hazaña si hubiera elegido andar por el campamento en busca de hombres que cocinaban congrios.
En un relato de la historia, Plutarco escribe primero sobre el valor de los mariscos por encima del alimento básico común (lentejas) y, mostrando los costos relativos de los alimentos entre sí, usa los ejemplos de las personas Filoxeno,  el hijo de Eryxis, Andrócides el pintor y Antágoras como ejemplos de la preferencia por el pescado, un alimento delicioso: 

...el rey Antígono, sorprendiendo al poeta Antágoras en hábito de cocinero, asando congrios en su tienda, le dijo: ¿Crees que Homero preparaba congrios cuando escribió las famosas hazañas de Agamenón? Y él respondió con la misma inteligencia: ¿Crees que Agamenón hizo tantas hazañas famosas cuando se preguntaba quién asaba congrios en el campamento?
Plutarco